# Kamienica przy ulicy Rzeźniczej 4 we Wrocławiu
Kamienica przy ulicy Rzeźniczej 4 – zabytkowa kamienica znajdująca się przy ulicy Rzeźniczej we Wrocławiu.

## Historia
Parcela nr 4 została wydzielona w XIII wieku pomiędzy dwiema kuriami. Jej szerokość od frontu miała 12,5–12,7 m, a w tylnej granicy zwężała się do 11,5 m. Murowany budynek został wzniesiony w pierwszej połowie XIV wieku. Była to jednotraktowa, jednopiętrowa, podpiwniczona kamienica z dwoma szczytami zwróconymi do ulicy. Trakt podzielony był na dwa, prawie równe pomieszczenia o wymiarach 11,5 × 5 m każde. Pomieszczenie było sklepione. W latach 1470–1525 w tylnej części posesji wzniesiono oficynę o wymiarach 11,75 × 6,7  m i ogrodzono murem przestrzeń pomiędzy nią a budynkiem.

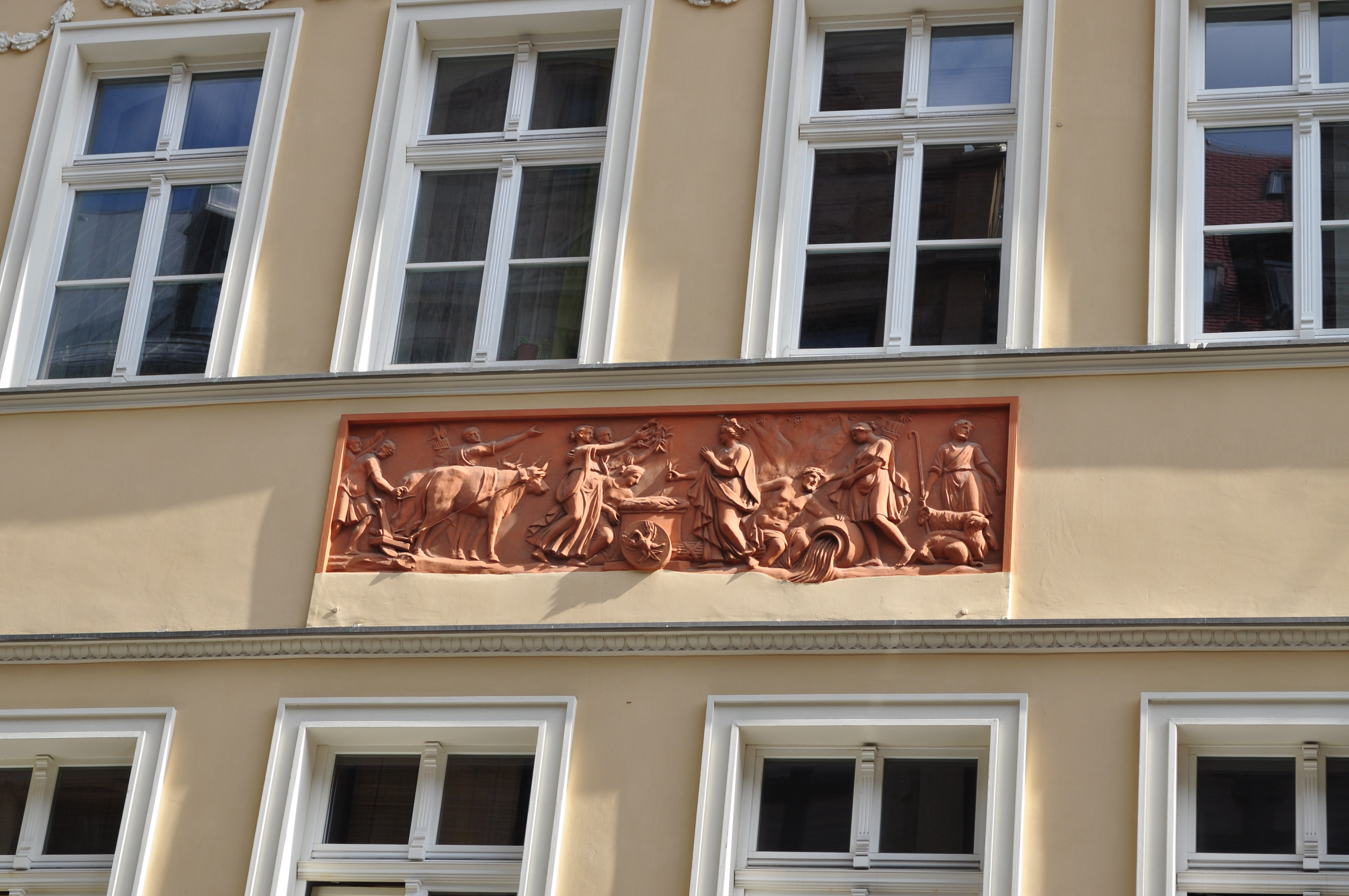
Płaskorzeźba ze sceną składania ofiary z płodów ziemi

W okresie renesansu, pod koniec XVI lub na początku XVII wieku, kalenicowa, trzykondygnacyjna kamienica została przebudowana. W tym okresie drewniany strop o bogato profilowanych belkach, we frontowej izbie został pokryty polichromią utrzymaną w barwach ciemnego brązu i ugru, zdobioną motywami roślinnymi oraz maureskowymi. Podobne formy zdobienia znajdowały się na intarsjach meblowych stosowanych na Śląsku w latach 20. XVII wieku.
Pod koniec XVIII wieku sześcioosiowa fasada budynku została ponownie przebudowana w stylu klasycystycznym. Pomiędzy oknami drugiej a trzeciej kondygnacji umieszczono płaskorzeźbę przedstawiającą scenę składania ofiary z płodów ziemi. Po zewnętrznych stronach płaskorzeźby umieszczono dodatkowo medaliony przedstawiające kobiecą postać w antykizujących szatach. Pod gzymsem wieńczącym umieszczono sztukatorskie dekoracje w formie roślinnej girlandy zawieszonej naprzemiennie na głowach i wieńcach. W portalu kamienicy zachowała się stolarka z okresu klasycystycznej przebudowy.